# Actitis
Actitis és un petit gènere d'aus de l'ordre dels caradriformes (Charadriiformes) i la família dels escolopàcids (Scolopacidae) que cria en la regió holàrtica. El gènere està format per dues espècies que antany eren incloses al gènere Tringa. Avui s'ha demostrat que formen una llinatge propi.
Es tracta de dues petites aus migratòries, marró grisenc a la part superior i blanc per sota, amb un vol baix distintiu amb les ales rígides sobre l'aigua. Els plomatges són molt similars, a excepció del plomatge tacat de l'espècie americana en estiu.
Ambdues espècies tenen potes grogues o grogoses i un bec mitjà. No són aus gregàries.
Nien a terra, prop d'aigua dolça. S'alimenten tant en terra com en aigua, plegant aliments gràcies a la vista. També poden capturar insectes en vol. Mengen insectes, crustacis i altres invertebrats.

## Llistat d'espècies
- Xivitona comuna (Actitis hypoleucos). D'Euràsia.
- Xivitona maculada (Actitis macularia). De Nord-amèrica